# Rogeria curvipubens
Rogeria curvipubens är en myrart som beskrevs av Carlo Emery 1894. Rogeria curvipubens ingår i släktet Rogeria och familjen myror. Inga underarter finns listade i Catalogue of Life.

## Bildgalleri

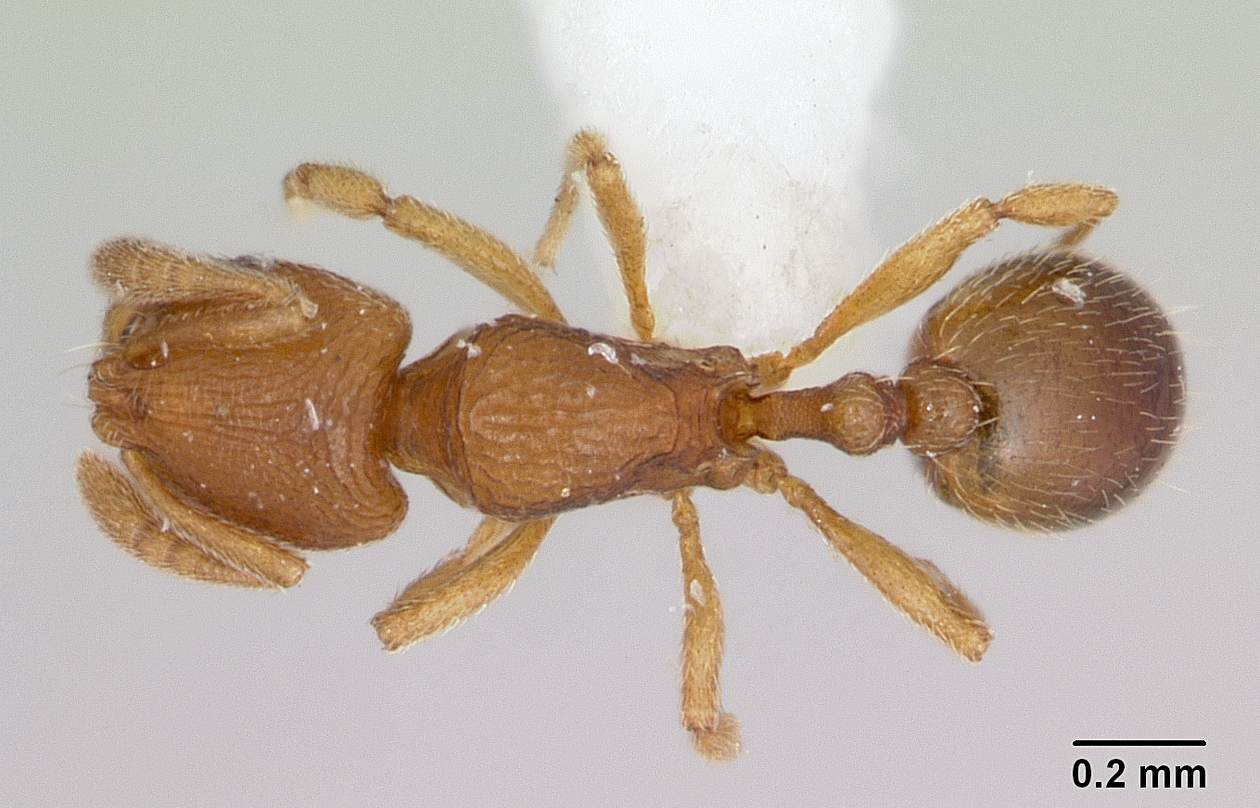
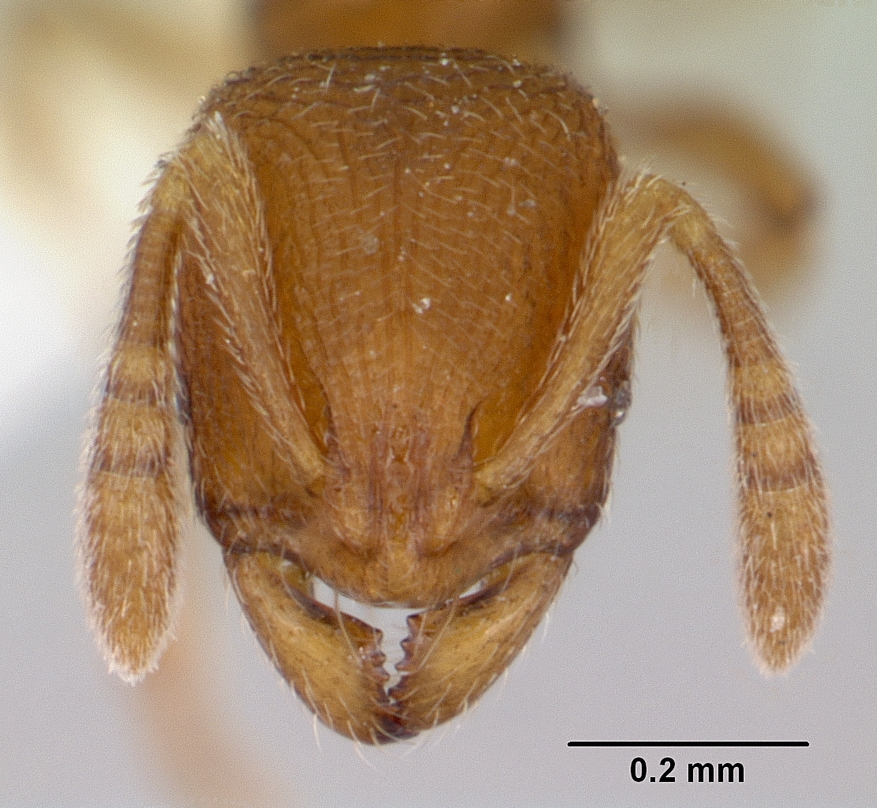
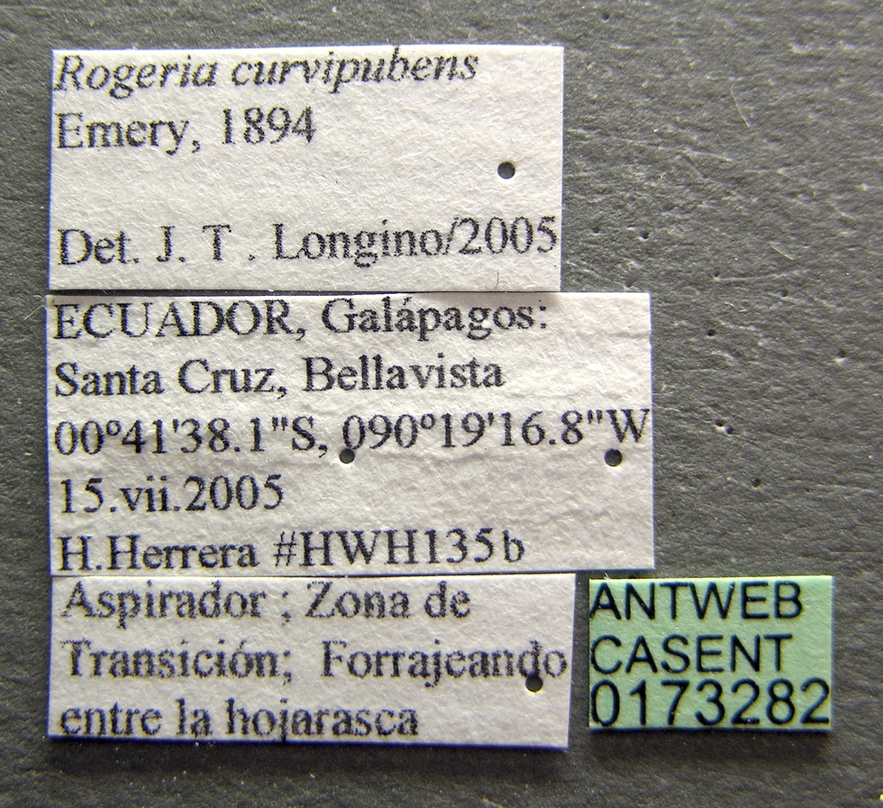
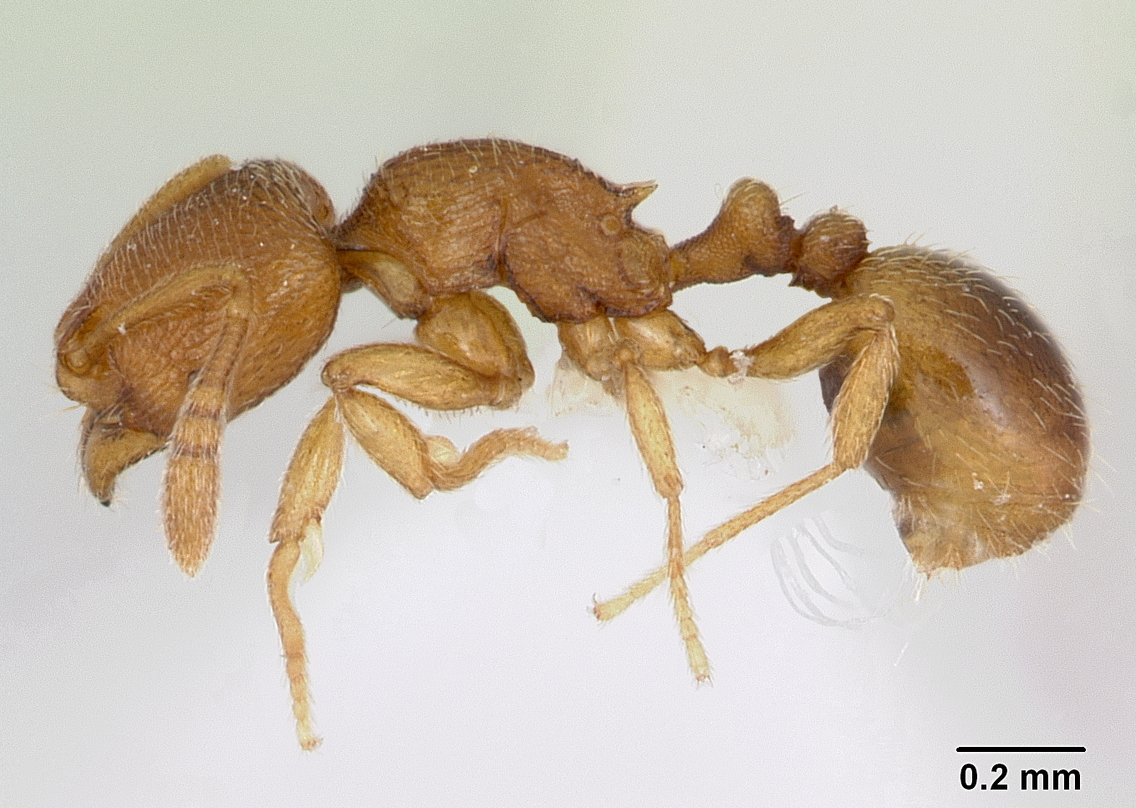
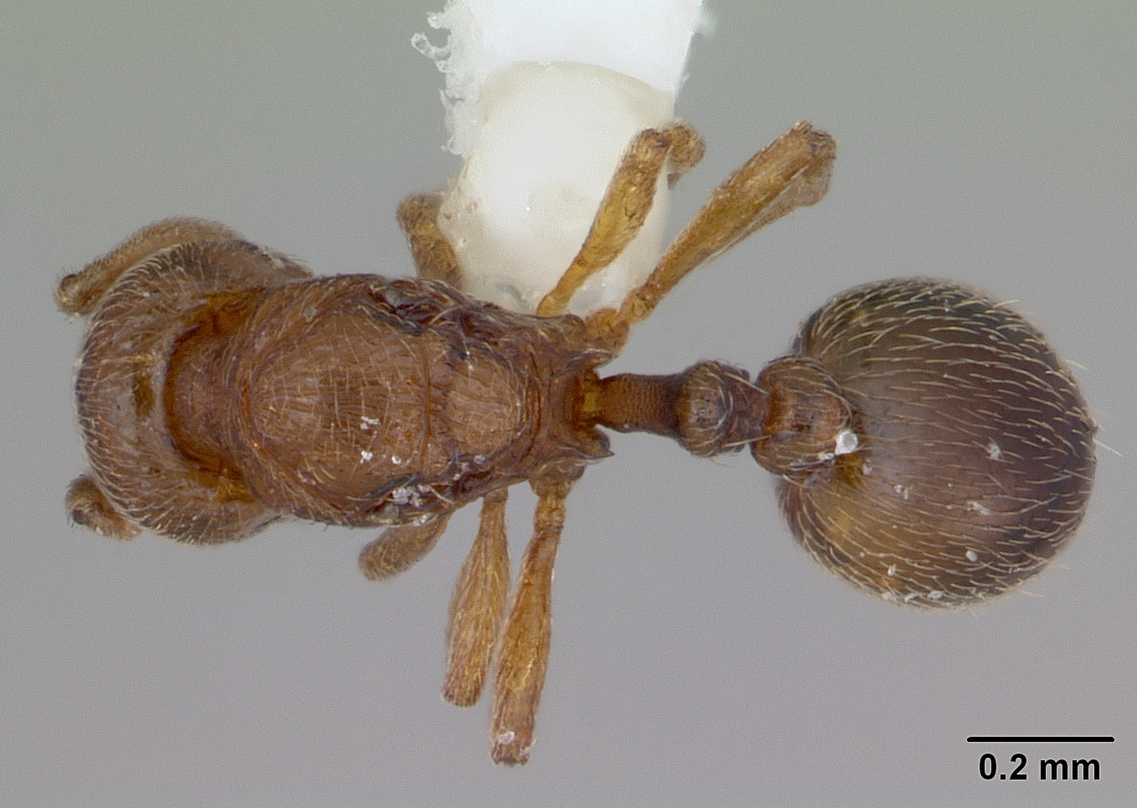
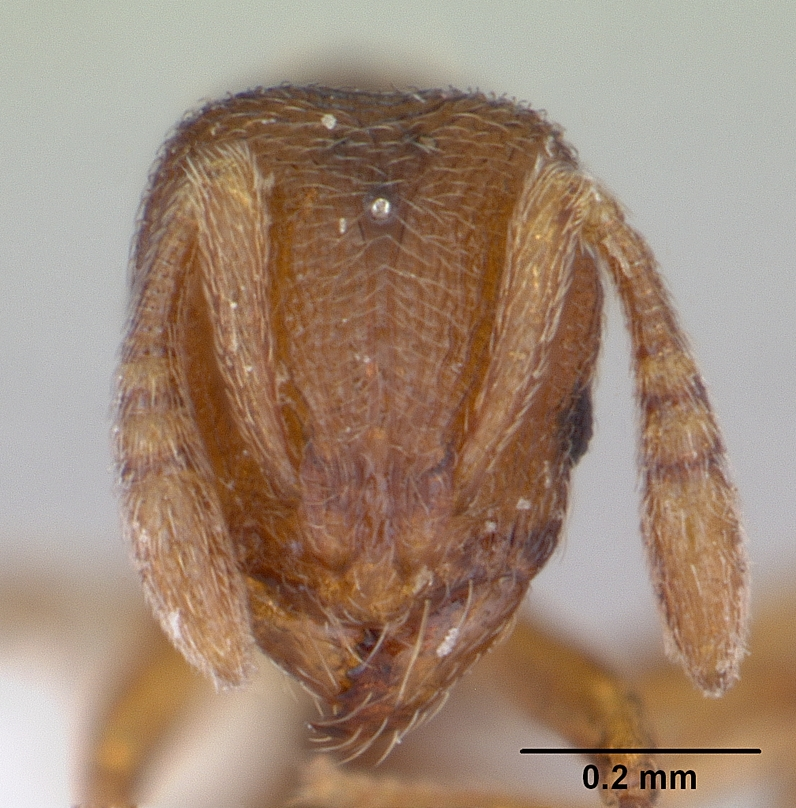